# Boss (datorspel)

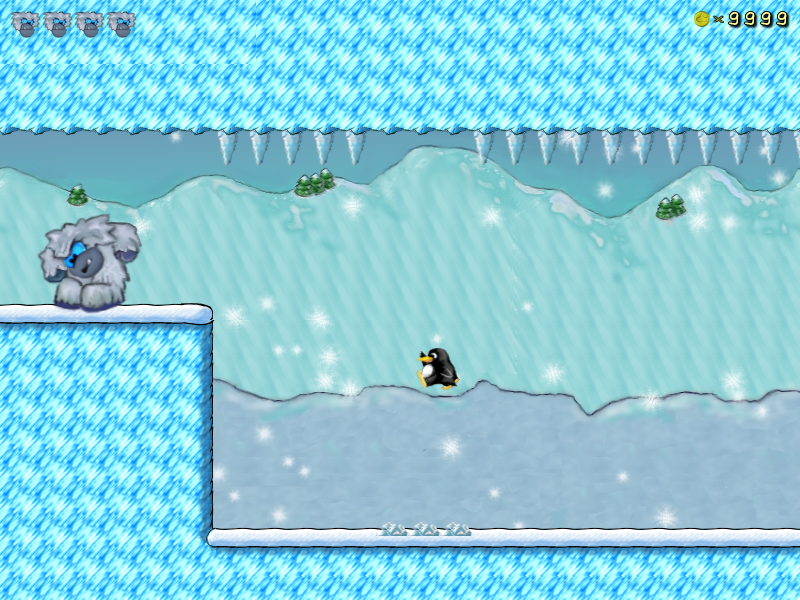
Tux slåss mot Yetibossen i SuperTux.

En boss, på svenska tidigare ofta även under benämningen väktare, är en datorstyrd fiende i vissa datorspel, som spelaren ställs inför vid slutet av spelet eller i slutet av spelets olika banor. En vanlig boss som avslutar en bana kallas ofta nivåboss. Mitt i en bana kan man ibland ställas mot en så kallad mini- eller mellanboss, till exempel Hammarbröderna i Mario-spelen. Den sista bossen i ett spel kallas slutboss. Vanligtvis blir bossarna svårare att besegra ju längre in i spelet man befinner sig. Ett traditionellt sidscrollande plattformsspel i slutet av 1980-talet och början av 1990-talet brukade innehålla en boss i slutet av varje bana. En bossrush eller ett bossreturmöte innebar att flera tidigare bossar av spelet återkommer, oftast på sista banan strax före mötet med slutbossen. Bossrusher förekommer bland annat i spel som Space Harrier, Monster in My Pocket, Mega Man, och Kirby.

## Karaktär
Bossar skiljer sig från övriga fiender genom att de vanligtvis är mer eller mindre unika i sitt utseende och beteende. Bossar brukar i regel vara större än de andra fienderna. Bossar är också markant svårare än vanliga fiender, och det kan ta flera minuter att besegra en boss. Ofta ska man besegra bossen på ett speciellt sätt som till exempel anfalla mot en svag punkt eller liknande. Oftast har bossen en egen energimätare.

## Olika bossar
Inom en och samma spelserie är det ofta samma slutboss i de flesta spel. I Super Mario-serien brukar Koopaungarna vara bossar, och Kung Bowser slutboss. I Sonic the Hedgehog-serien är Dr Eggman oftast nivåboss på alla banor, men med olika maskiner. I spel baserade på en känd serie är oftast seriens skurkar bossar, ett exempel på detta är spelen om Teenage Mutant Ninja Turtles, där seriens ärkeskurk Shredder oftast är slutboss.

## Historia
Det första datorspelet med en boss var dnd, ett datorrollspel till PLATO från 1975. Ett av de första arkadspelen att ha en boss var shoot 'em up-spelet Phoenix från 1980.

### Berömda bossar i dator- och TV-spel
- Kung Bowser (Super Mario Bros)
- Greve Dracula (Castlevania)
- Dr Butler (Flintstones)
- Robotnik/Dr Eggman (Sonic)
- Dr Wily (Mega Man)
- Glados (Portal)
- Ganon/Ganondorf (The Legend of Zelda)
- M. Bison (Street Fighter)
- Moderhjärnan (Metroid)
- Mörkrets drottning (Battletoads)
- Shang Tsung (Mortal Kombat)
- Andross (Star Fox)
- Meta Knight (Kirby)
- Ridley (Metroid)
- Mundus (Devil May Cry)
- Doctor Neo Cortex (Crash Bandicoot)
- King K. Rool (Donkey Kong Country)

### Fotnoter
1. ↑  ”The 47 Most Diabolical Video-Game Villains of All Time” (på engelska). PC World. 2 april 2008. http://www.pcworld.idg.com.au/article/210911/47_most_diabolical_video-game_villains_all_time/?pp=3. Läst 14 maj 2015.